# Критический рационализм
Критический рационализм (критический эмпиризм, фальсификационизм) — эпистемологическая теория, основные принципы которой сформулированы Карлом Поппером.
Критический рационализм противопоставляется релятивистской философии, постмодернизму и социологическому подходу. Критический рационализм исходит из того, что знание должно быть максимально объективным и не зависеть от суждений отдельных людей или групп. Подразумевается невозможность существования абсолютного знания — догматов.

## Основная идея
Поппер считает, что традиция постоянной и рациональной критики — это и есть то, что в науке присутствует с самого появления, то есть с Фалеса Милетского и до сегодняшнего дня.

критика Анаксимандром Фалеса вместе с его критическим построением нового мифа ничего бы не дали, если бы их упорно и настойчиво не развивали. Как же можно объяснить тот факт, что они действительно получили дальнейшее развитие? Почему после Фалеса не было ни одного поколения, которое не выдвинуло бы нового мифа? Я пытался объяснить это явление при помощи нового предположения, которое заключалось в том, что Фалес вместе с Анаксимандром основали новую традицию научных школ — критическую традицию…
Эта критическая традиция сформировалась путём освоения метода критики предания или унаследованного
объяснения и последующего перехода к новой, улучшенной выдумке, в свою очередь подлежащим критике. По моему мнению, именно этот метод представляет собой метод науки. Его введение, по-видимому, было уникальным событием в человеческой истории.

## Критический рационализм и фальсифицируемость
Ключевым понятием критического рационализма является фальсифицируемость (потенциальная опровержимость). Критический рационализм придерживается того, что научные теории могут и должны рационально критиковаться, и если они имеют эмпирическое содержание, то должны быть подвергнуты эксперименту, который может опровергнуть их.
Даже очень большое число подтверждающих фактов в отношении того или иного утверждения, полученного путём индуктивного обобщения, делает его лишь весьма вероятным, но всё-таки не твёрдо достоверным. При этом достаточно одного, но вполне бесспорного, опровергающего факта для того, чтобы это индуктивное обобщение было отброшено как негодное. Неодинаковые «силу» и роль в деле проверки осмысленности и истинности научных теорий, которые свойственны подтверждающим и опровергающим факторам, Поппер назвал «познавательной асимметричностью».
На основании этой «асимметричности» провозглашена замена «принципа верификации» (то есть положительно осуществляемой проверки, иначе говоря, подтверждения), провозглашаемого логическими эмпиристами, принципом «фальсификации» (то есть столь же реально осуществляемого опровержения). Он означает, что для выбора между конкурирующими научными теориями , проверка научной осмысленности, а затем и истинности научных теорий должна осуществляться не через их подтверждение, а преимущественно (или даже исключительно) через их опровержение.

## Представители
Теория критического рационализма сформулирована Карлом Поппером в работе Объективное знание (нем. Objektive Erkenntnis, 1973), дальнейшей разработке и критической оценке теория была подвергнута в работах Уильяма Уоррена Бартли, Ханса Альберта и Дэвида Миллера. Заметный вклад в развитие теории и её приложений также внесли: Джозеф Агасси, Имре Лакатос, Джон У. Н. Уоткинс, Алан Масгрейв, Адольф Грюнбаум, Уэсли Сэлмон, Герхард Фоллмер.